# Balclutha nigromaculatus
Balclutha nigromaculatus är en insektsart som beskrevs av Naudé 1926. Balclutha nigromaculatus ingår i släktet Balclutha och familjen dvärgstritar. Inga underarter finns listade i Catalogue of Life.